# Reedy-Gletscher
Der Reedy-Gletscher ist ein großer Gletscher im westantarktischen Marie-Byrd-Land mit einer Länge von mehr als 160 km und einer Breite zwischen 10 und 20 km. Er fließt vom Polarplateau zwischen dem Michigan-Plateau und der Wisconsin Range zum Ross-Schelfeis an der Gould-Küste, wobei er westlich die Grenze zum Königin-Maud-Gebirge und östlich diejenige zu den Horlick Mountains darstellt. 
Er wurde durch den United States Geological Survey und durch Luftaufnahmen der United States Navy in den Jahren von 1960 bis 1964 kartografisch erfasst. Das Advisory Committee on Antarctic Names benannte ihn 1965 nach Konteradmiral James Robert Reedy (1910–1999), Kommandeur der Unterstützungseinheiten der United States Navy in Antarktika von November 1962 bis April 1965.

## Einzelnachweise

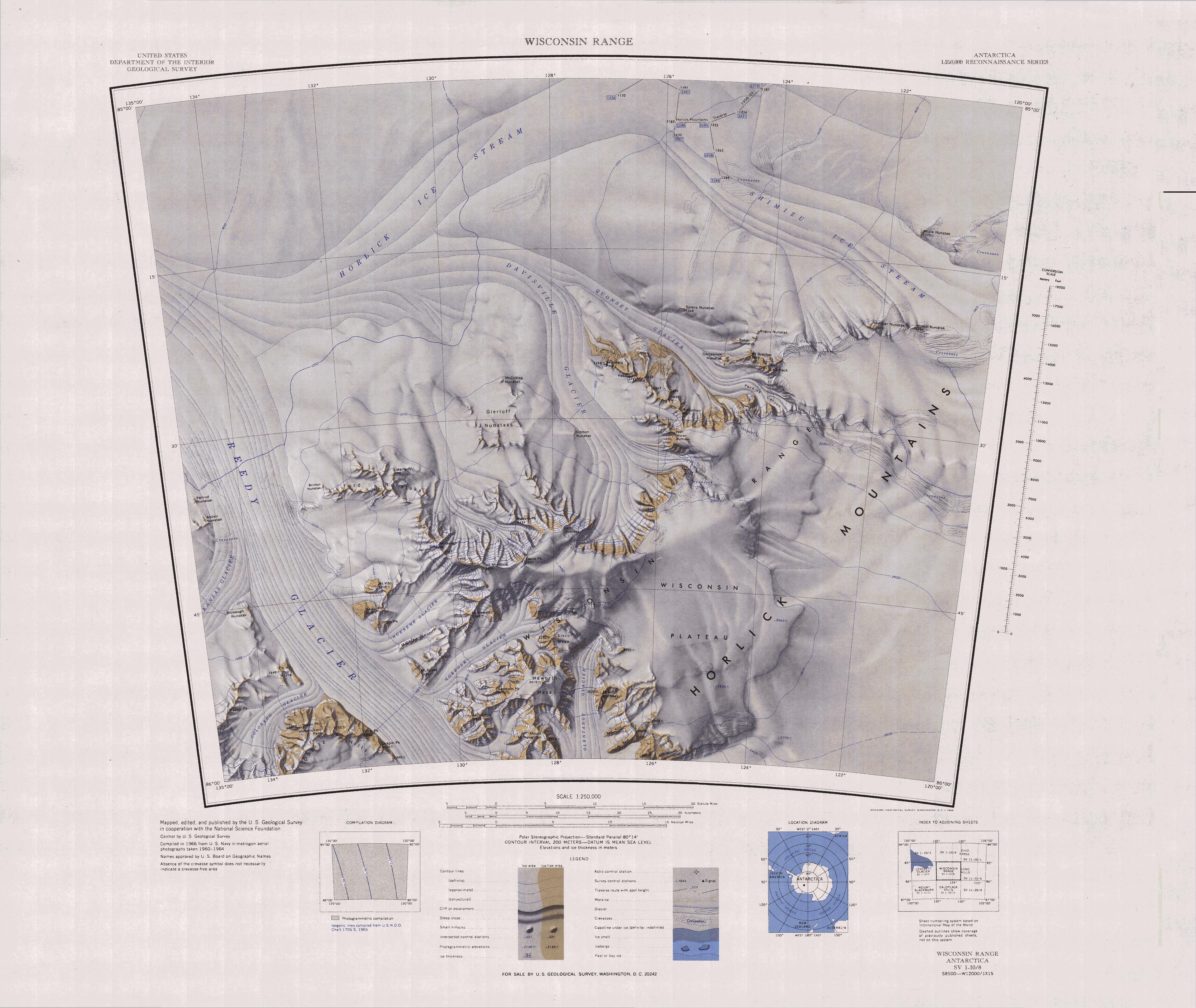
Kartenblatt Wisconsin Range von 1966, Mittelteil des Reedy-Gletschers im westlichen Drittel

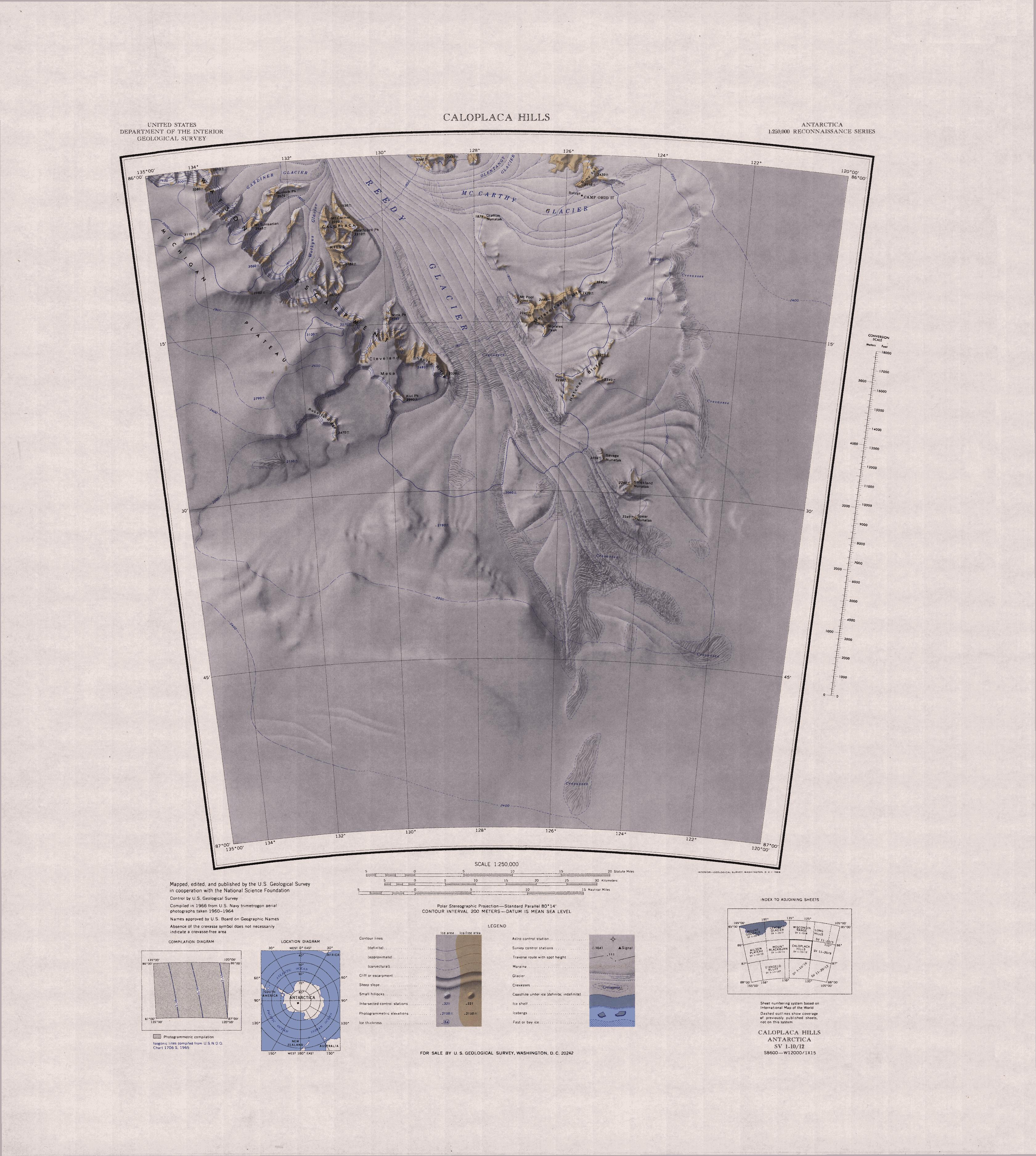
Kartenblatt Caloplaca Hills von 1966 mit dem Südteil des Reedy-Gletschers